# Josef Ceremuga
Josef Ceremuga (født 14. juni 1930 i Ostrava - død 6. maj 2005 i Prag, Tjekkiet) var en tjekkisk komponist, violinist, professor og lærer.
Ceremuga studerede som barn violin på Janácek School of Music i Ostrava-Vitkovice. Senere studerede han på Prague Academy of Perfoming Arts, hvor han fik undervisning af bl.a. Alois Hába, Jaroslav Ridky og Václav Dobiás.
Ceremuga har skrevet 6 symfonier, orkesterværker, oratorier, kammermusik, opera, ballet, korværker, vokalmusik etc. Han var lærer og professor i komposition på Faculty of Music of the Academy i Prag.

## Udvalgte værker
- Symfoni nr. 1 (1952) - for orkester
- Symfoni nr. 2 (1966-7) - for orkester
- Symfoni nr. 3 (1975) - for orkester
- Symfoni nr. 4 "Koncertante" (1986) - for klaver og orkester
- Symfoni nr. 5 (1988) - for orkester
- Symfoni nr. 6 (1989) - for orkester
- Sinfonietta "Praga" (19?) - for orkester